# Потому что мы вместе
«Потому что мы вместе» (тай. เพราะ เรา คู่ กัน, RTGS. Phro Rao Khu Kan) также известный как «2gether: The Series» — тайский телесериал 2020 года, снятый по одноименной новелле писателя JittiRain. Сериал рассказывает про фальшивые романтические отношения двух парней, которые в конце перерастают в настоящие. В главных ролях Метавин Опатйемкатчон (Вин) и Вачиравит Чиваари (Брайт).
Сериал, снятый Вирачитом Тхонтилой и спродюсированным студией GMMTV вместе с Housestories 8, был одним из двенадцати телесериалов 2020 года, представленных GMMTV в рамках мероприятия New & Next 15 октября 2019 года.
Премьера состоялась 21 февраля 2020 года на каналах GMM 25 и LINE TV. Эпизоды выходили в эфир по пятницам в 21:30 ICT (ранее - в 22:00 ICT для первых семи серий) на GMM 25 и в 23:00 ICT на LINE TV. Сериал завершился 15 мая 2020 года.
Данный сериал популяризировал жанр BL по всей Юго-Восточной Азии. Он стал самым просматриваемым тайским сериалом в данном жанре на нескольких потоковых сайтах, включая LINE TV и YouTube, всего через 3 месяца после выхода последнего эпизода.
Успех сериала привел к созданию специального пятисерийного сиквела под названием «Потому что мы (всё ещё) вместе», который вышел 14 августа 2020 года. Сериал стал доступен на Netflix с 30 июля 2020 года.

## Сюжет
Тайн (Метавин Опатйемкатчон) – студент первого курса и самопровозглашенный плейбой, у которого появляется гей-поклонник по имени Грин. Чтобы заставить Грина оставить его в покое, друзья Тайна убеждают его начать встречаться с Сараватом (Вачиравит Чиваари), привлекательным, но интровертным гитаристом и футболистом. Сериал следит за взлетами и падениями их «фальшивых отношений», которые в конечном итоге превращаются в настоящие.

## В ролях

### В главных ролях
- Метавин Опатйемкатчон (Вин) — Тайн Типакорн

Первокурсник, член группы поддержки юридического факультета, также состоит в Музыкальном клубе. Тайн встречался со многими девушками, но постоянно расставался с ними. В университете за ним начинает ухаживать Грин, и после неудачных попыток отогнать поклонника от себя, друзья Тайна убеждают его начать фальшивые отношения с популярным гитаристом Сараватом.
- Вачиравит Чиваари (Брайт) — Сарават Гунтитанон

Популярный первокурсник факультета политологии, футболист, гитарист, член Музыкального клуба и группы «Ctrl+S». Несмотря на то, что Сарават уверен в своей внешности, он является интровертом, у которого нет никаких учётных записей в социальных сетях (за исключением электронной почты). Тайн долго просил его стать фальшивым парнем, чтобы дать назойливому поклоннику сильного конкурента.

### Второстепенные роли

#### Музыкальный клуб
- Коравит Бунси (Ган) в роли Грина

Первокурсник факультета гуманитарных и социальных наук, член Музыкального клуба и бойфренд Дима. Из-за своих конфликтов с Димом он ищет новых отношений с Тайном. После того, как Дим помирился с ним, он начинает их отношения заново и отпускает Тайна.
- Сивакон Летчучот (Гай) в роли Дима

Глава музыкального клуба и парень Грина.
- Поннапан Понпенпипат (Нене) в роли Эйр

Секретарь музыкального клуба.
- Рачанан Махаван (Фим) в роли Эрн

Член музыкального клуба и группы «Ctrl+S».
- Паттранит Лимпатиякон (Лав) в роли Пир

Член музыкального клуба, влюблённость Тайна.

#### Друзья Тайна
- Танават Раттанакитпайтан (Кхаотан) в роли Фонга

Один из лучших друзей Тайна, который даёт ему советы.
- Плюм Понписан в роли Фуака

Один из лучших друзей Тайна, который ведёт собственный блог с обзорами еды.
- Чаякон Тжутамат (Джейджей) в роли Ома

Один из лучших друзей Тайна, самопровозглашённый «бог» социальных сетей.

#### Друзья Саравата
- Чхонаган Апонсутинан (Гансмайл) в роли Босса

Один из лучших друзей Саравата.
- Чиннарат Сирипхончхавалит (Майк) в роли Мэна

Один из лучших друзей Саравата, которому нравится старший брат Тайна Тайп.

#### Другие
- Сатабут Лэдики (Дрэйк) в роли Мила

Студент архитектурного факультета, которому нравится Тайн, но не нравится Сарават; позже любовный интерес Фуконга.
- Тханатсаран Самтхонлай (Фрэнк) в роли Фуконга

Младший брат Саравата, влюблённый в Мила.
- Чиракит Куариякул (Топтап) в роли Тайпа

старший брат Тайна; Любовный интерес Мэна.
- Пактжира Канраттанасут (Нанан) в роли Фэнг

Руководитель группы поддержки юридического факультета.
- Беньяпа Тжинпрасом (Вью) в роли Нумним

Одна из девушек, с которыми встречался Тайн, хочет «всего», но слишком разборчива. Она помогает Тайну отогнать Грина, притворяясь его девушкой.
- Чалонрат Новсамрон (Фёст) в роли Чата

Один из однокурсников Мила по архитектурному факультету.

## Сиквел
1 июня 2020 года GMMTV анонсировала выход пятисерийного специального выпуска под названием «Потому что мы (всё ещё) вместе». Сиквел вышел 14 августа 2020 года на GMM 25 и LINE TV и рассказывает про отношения Саравата и Тайна год спустя.

## Саундтрек
Оригинальный саундтрек «คั่นกู» (Kan Goo) занял 1-е место на 15-й и 17-й неделе в рейтинге 100 лучших песен Joox Thailand.
| Название песни                                           | Английское название                | Артист                    |
| -------------------------------------------------------- | ---------------------------------- | ------------------------- |
| ติดกับ (Tit Gub)                                           | Trapped (Stuck on You)             | Natthawut Jenmana (Max)   |
| คั่นกู (Kan Goo)                                            | Separate me                        | Вачиравит Чиваари (Брайт) |
| ตกลงฉันคิดไปเองใช่ไหม (Tok Long Chan Kid Pai Aeng Chai Mai) | It's All In My Head All This Time? | Вачиравит Чиваари (Брайт) |

### Scrubb
Помимо официального саундтрека в сериале также представлены песни Scrubb, поскольку главный герой Тайн является поклонником данной тайской музыкальной группы. Писательница JittiRain призналась, что Scrubb вдохновили её на написание новеллы, по которому сняли сериал.
Группа также появилась в 6-м и 13-м эпизодах.
| Название песни          | Английское название                         | Артист | Альбом      | Год  | Эпизод |
| ----------------------- | ------------------------------------------- | ------ | ----------- | ---- | ------ |
| คู่กัน                     | Together                                    | Scrubb | Club        | 2005 | 1      |
| คำตอบ                   | Answer                                      | Scrubb | Kid         | 2010 | 2      |
| ใกล้                     | Close                                       | Scrubb | Club        | 2005 | 3      |
| ทุกอย่าง                  | Everything                                  | Scrubb | Sound About | 2000 | 4, 6   |
| เข้ากันดี                  | Click                                       | Scrubb | Mood        | 2007 | 5      |
| คนนี้                     | This Person                                 | Scrubb | Kid         | 2010 | 5      |
| ลึกลึก                    | Deep                                        | Scrubb | Clean       | 2013 | 6      |
| ให้เธอ                   | To You                                      | Scrubb | Lite        | 2008 | 8      |
| รักนิรันดร์                 | Eternal Love                                | Scrubb | Clean       | 2013 | 9      |
| ขอ                      | Wish                                        | Scrubb | Sound About | 2000 | 9      |
| รอยยิ้ม                   | Smile                                       | Scrubb | Clean       | 2013 | 11     |
| เธอหมุนรอบฉัน ฉันหมุนรอบเธอ | You Revolve Around Me, I Revolve Around You | Scrubb | Lite        | 2008 | 11     |
| ฝน                      | Rain                                        | Scrubb | Season      | 2018 | 12     |
| หนี                      | Escape                                      | Scrubb | Kid         | 2010 | 12     |

## Рейтинги

### Таиландские телевизионные рейтинги
В таблице синие цифры представляют самые низкие рейтинги, а красные - самые высокие.
| Эпизод          | Время (UTC+07:00) | Дата выхода в эфир | Средняя доля аудитории |
| --------------- | ----------------- | ------------------ | ---------------------- |
| 1               | Пятница 22:00     | 21 февраля 2020    | 0.116%                 |
| 2               | Пятница 22:00     | 28 февраля 2020    | 0.185%                 |
| 3               | Пятница 22:00     | 6 марта 2020       | 0.277%                 |
| 4               | Пятница 22:00     | 13 марта 2020      | 0.297%                 |
| 5               | Пятница 22:00     | 20 марта 2020      | 0.377%                 |
| 6               | Пятница 22:00     | 27 марта 2020      | 0.571%                 |
| 7               | Пятница 22:00     | 3 апреля 2020      | 0.587%                 |
| 8               | Пятница 21:30     | 10 апреля 2020     | 0.603%                 |
| 9               | Пятница 21:30     | 17 апреля 2020     | 0.802%                 |
| 10              | Пятница 21:30     | 24 апреля 2020     | 0.718%                 |
| 11              | Пятница 21:30     | 1 мая 2020         | 0.598%                 |
| 12              | Пятница 21:30     | 8 мая 2020         | 0.625%                 |
| 13              | Пятница 21:30     | 15 мая 2020        | 0.825%                 |
| Средний рейтинг | Средний рейтинг   | Средний рейтинг    | 0.506%                 |

### Онлайн рейтинги
1 апреля 2020 года сериал превысил 50 миллионов просмотров на LINE TV, где собрал наибольшее количество просмотров за март и 100 миллионов просмотров 19 апреля Он также возглавляет список 10 самых просматриваемых телесериалов на данной платформе за первую половину 2020 года.

## Международное вещание
- Япония – Сериал был приобретен Content Seven, и его премьера на Rakuten TV состоялась 31 июля 2020 года в 12:00 UTC+9:00. Последующие эпизоды выходили каждую пятницу после этого[11]. Выход сериала также состоится на Wowow Prime с 22 октября 2020 года[14].
- Филиппины – Сериал был приобретен Dreamscape Entertainment для премьеры на новом канале Kapamilya и на iWant (теперь iWantTFC)[15]. Это первый тайский сериал в жанре BL, который был приобретен этим каналом[16]. Премьера сериала, транслируемого на филиппинском языке, состоялась на iWant 28 июня[17] и 27 июля - на канале Kapamilya Channel после вечерних новостей «The World Tonight»[18].
- Тайвань – Премьера сериала с субтитрами на китайском языке состоялась 18 июня 2020 года на тайваньском канале LINE TV[19].
- Netflix – Сериал стал доступен на данной платформе с 30 июля 2020 года[4].

## Награды и номинации
| Год  | Премия                               | Категория                | Номинировано                              | Результат | Ссылки |
| ---- | ------------------------------------ | ------------------------ | ----------------------------------------- | --------- | ------ |
| 2020 | Kazz Awards                          | Kazz Magazine's Favorite | Вачиравит Чиваари и Метавин Опатйемкатчон | Победа    | [ 20 ] |
| 2020 | LINE Thailand People's Choice Awards | Лучшая пара              | Вачиравит Чиваари и Метавин Опатйемкатчон | Победа    | [ 21 ] |
| 2020 | Maya Awards                          | Любимый телесериал года  |                                           | Победа    | [ 22 ] |
| 2020 | Maya Awards                          | Лучшая пара              | Вачиравит Чиваари и Метавин Опатйемкатчон | Номинация | [ 22 ] |